# Walter Krüger (Architekt)

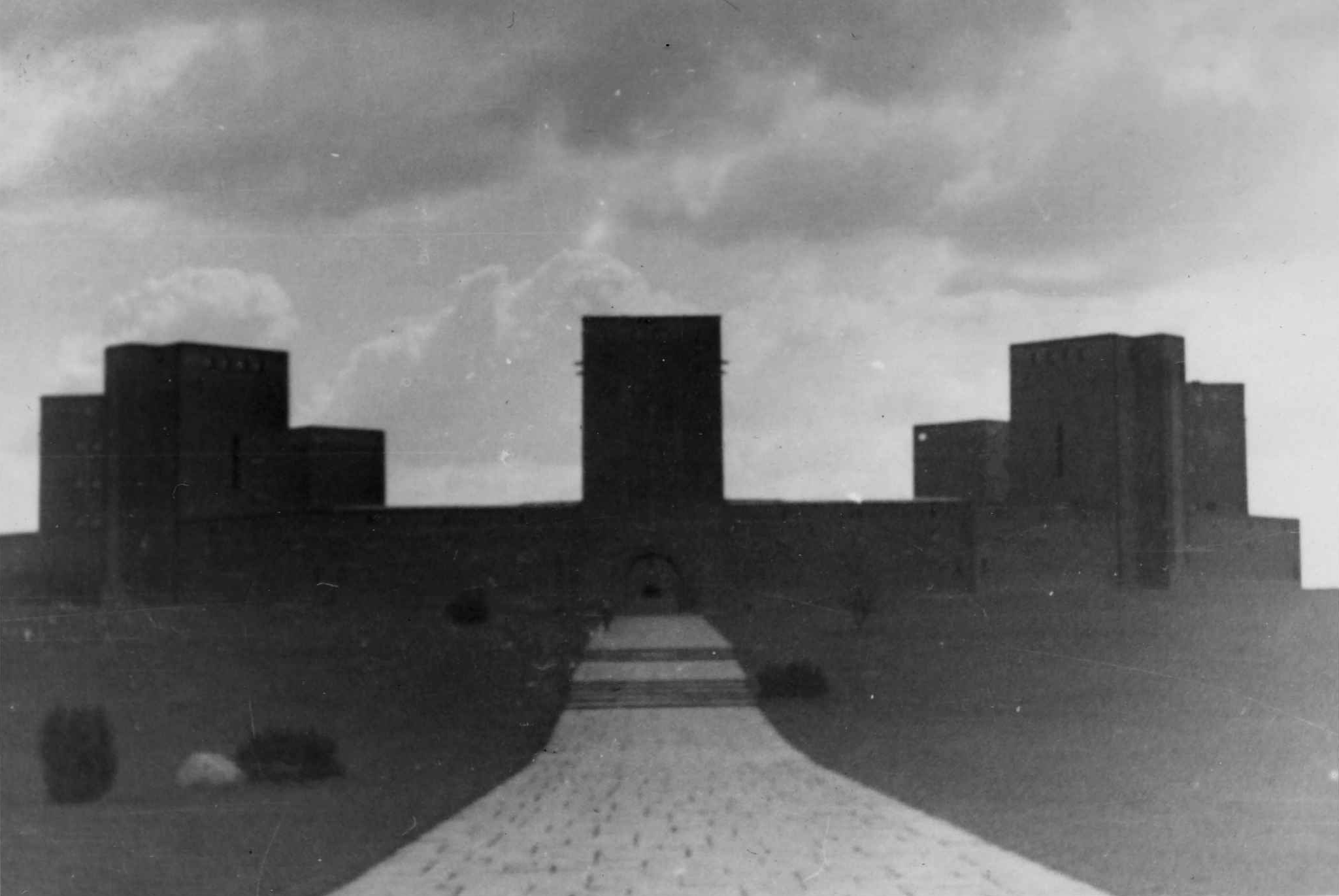
Tannenberg-Denkmal (1926–1927)

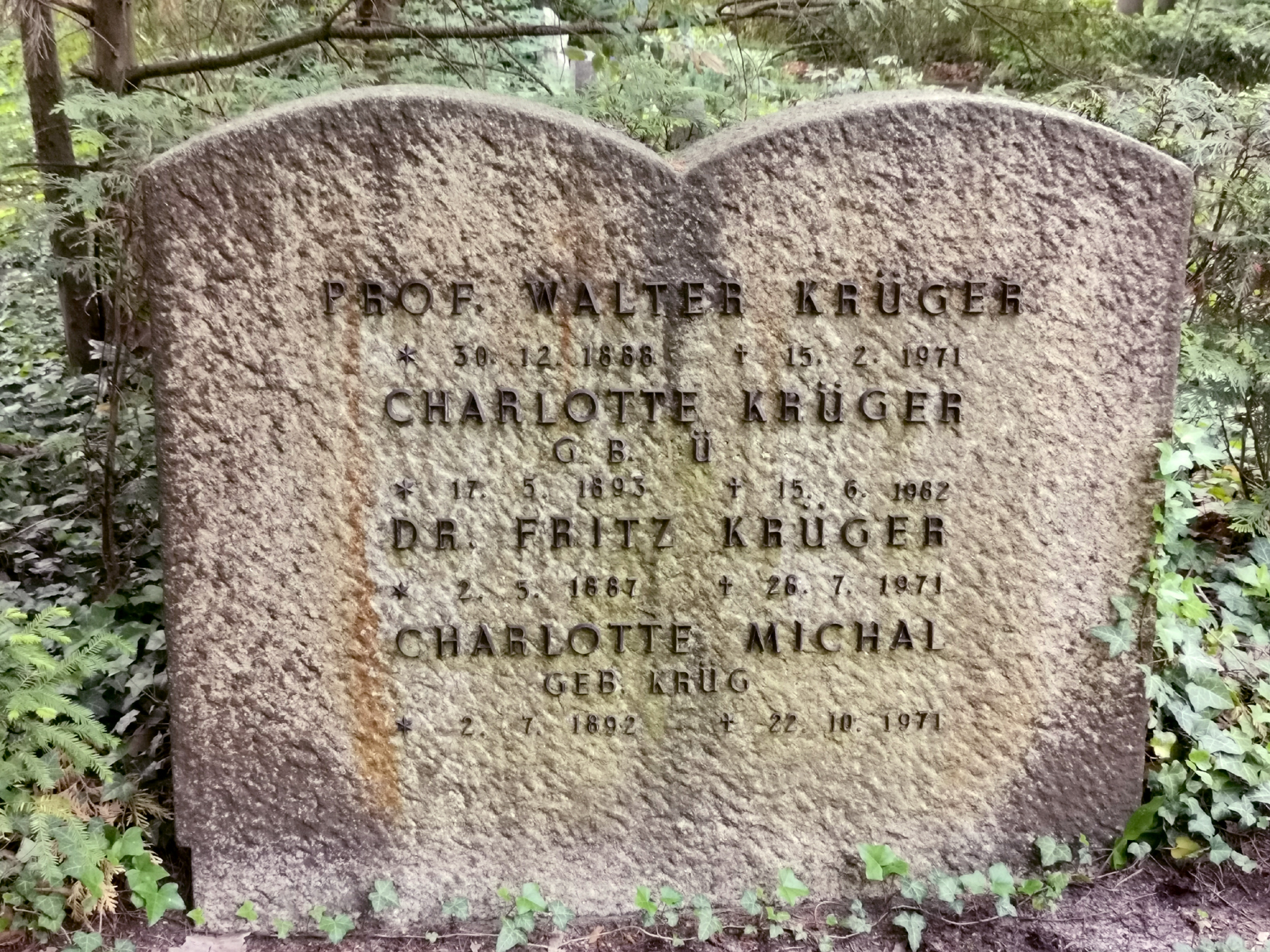
Grab auf dem Friedhof Berlin-Frohnau, Feld 1

Walter Krüger (* 30. Dezember 1888 in Berlin; † 15. Februar 1971 ebenda) war ein deutscher Architekt.

## Leben
Gemeinsam mit seinem Bruder Johannes studierte Krüger von 1907 bis 1911 Architektur an der Technischen Hochschule Charlottenburg und in München. In Berlin erwarb er sein Diplom und später sein Staatsexamen. 1919 bis 1921 nahm er Aufgaben im öffentlichen Dienst im Rang eines Regierungsbaumeisters wahr. Danach waren die Brüder selbständig in einem gemeinsamen Architekturbüro in Berlin-Westend tätig, beide waren Mitglieder im Bund Deutscher Architekten (BDA). Krüger stand 1944 in der Gottbegnadeten-Liste des Reichsministeriums für Volksaufklärung und Propaganda.
Nach dem Zweiten Weltkrieg erfolgten zahlreiche Wiederherstellungen eigener und von anderen entworfener Gebäude, die Brüder arbeiteten jedoch nun vorwiegend getrennt.

## Bauten

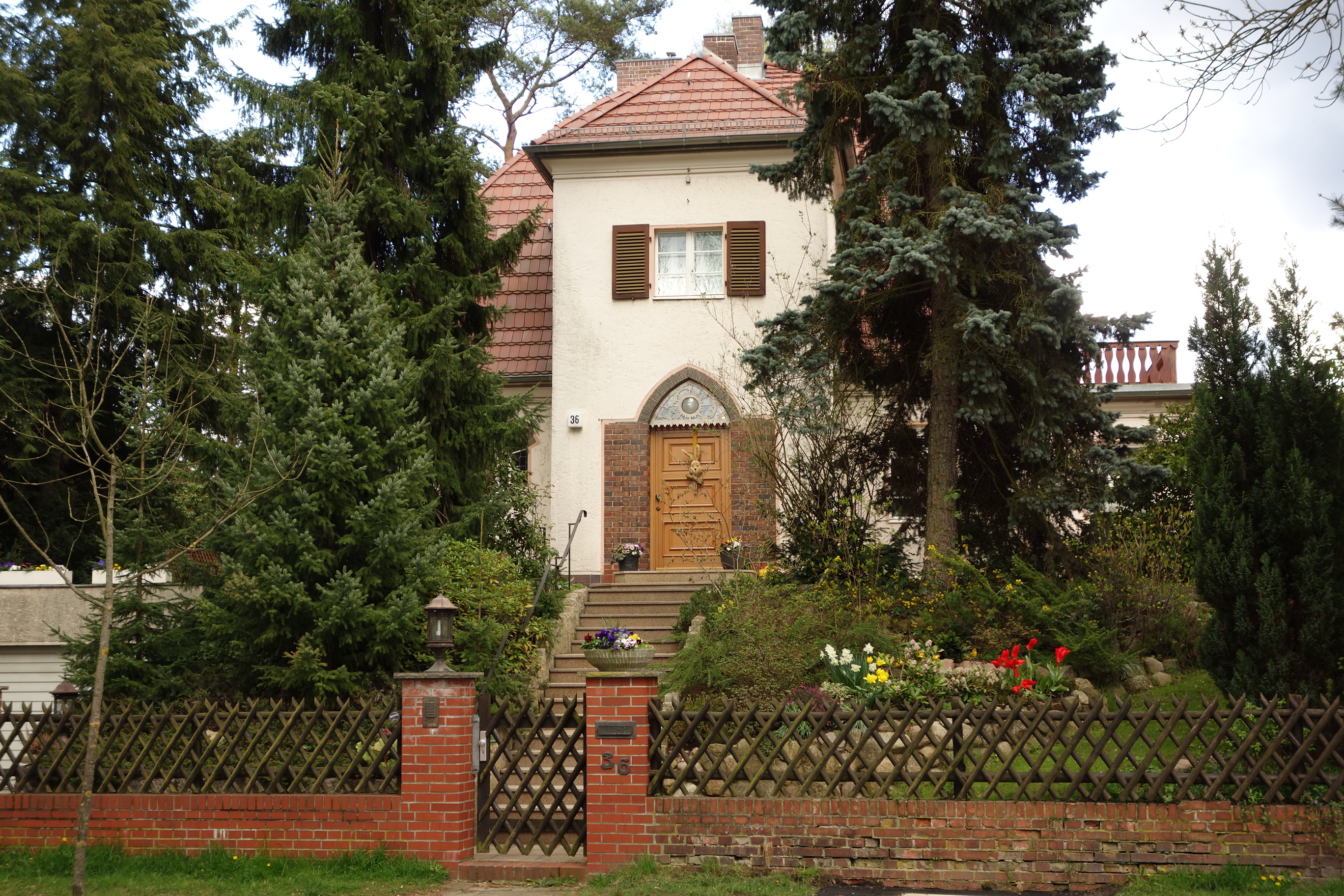
Wohnhaus Neumann (1925)

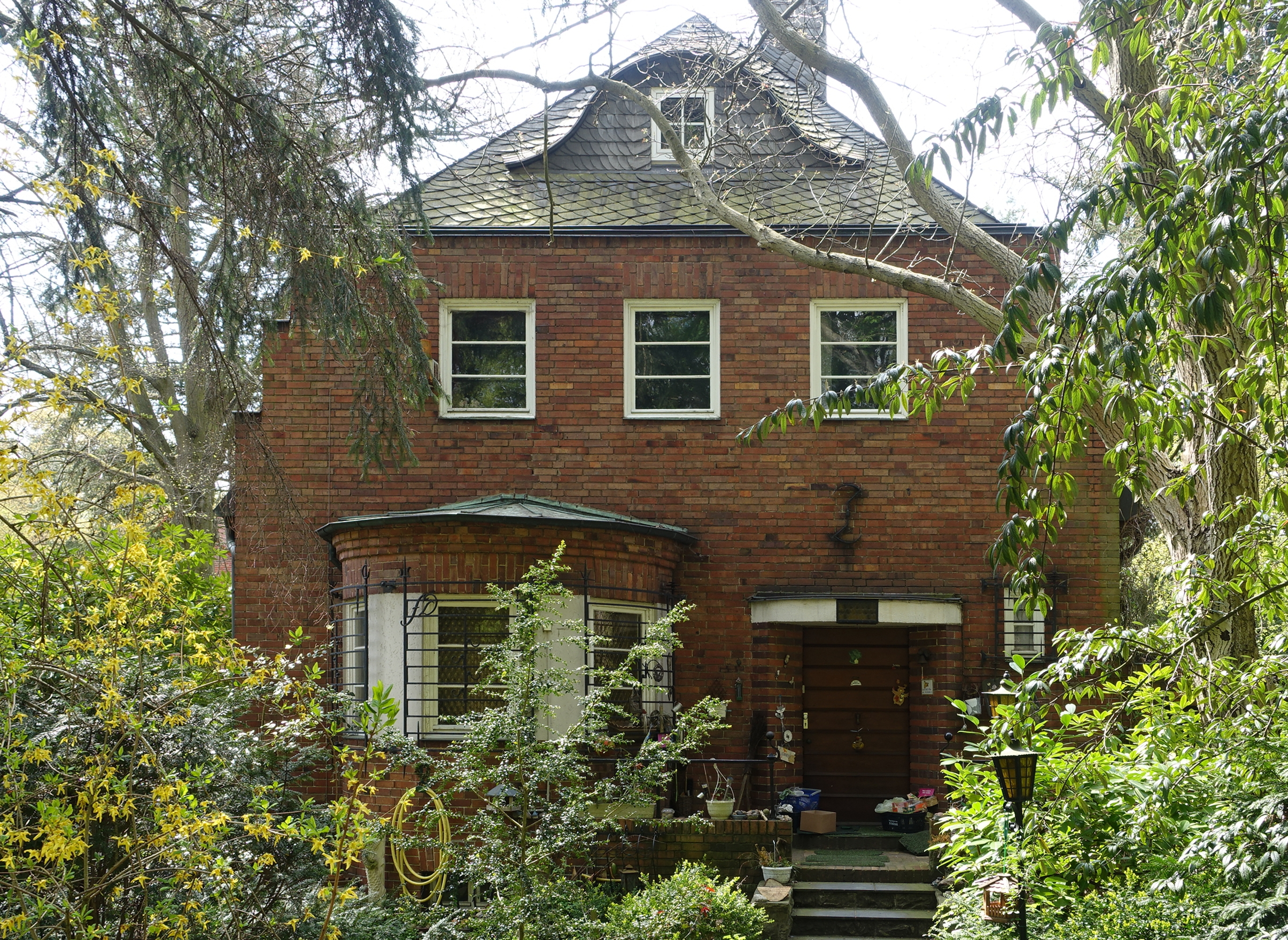
Wohnhaus Döring (1927)

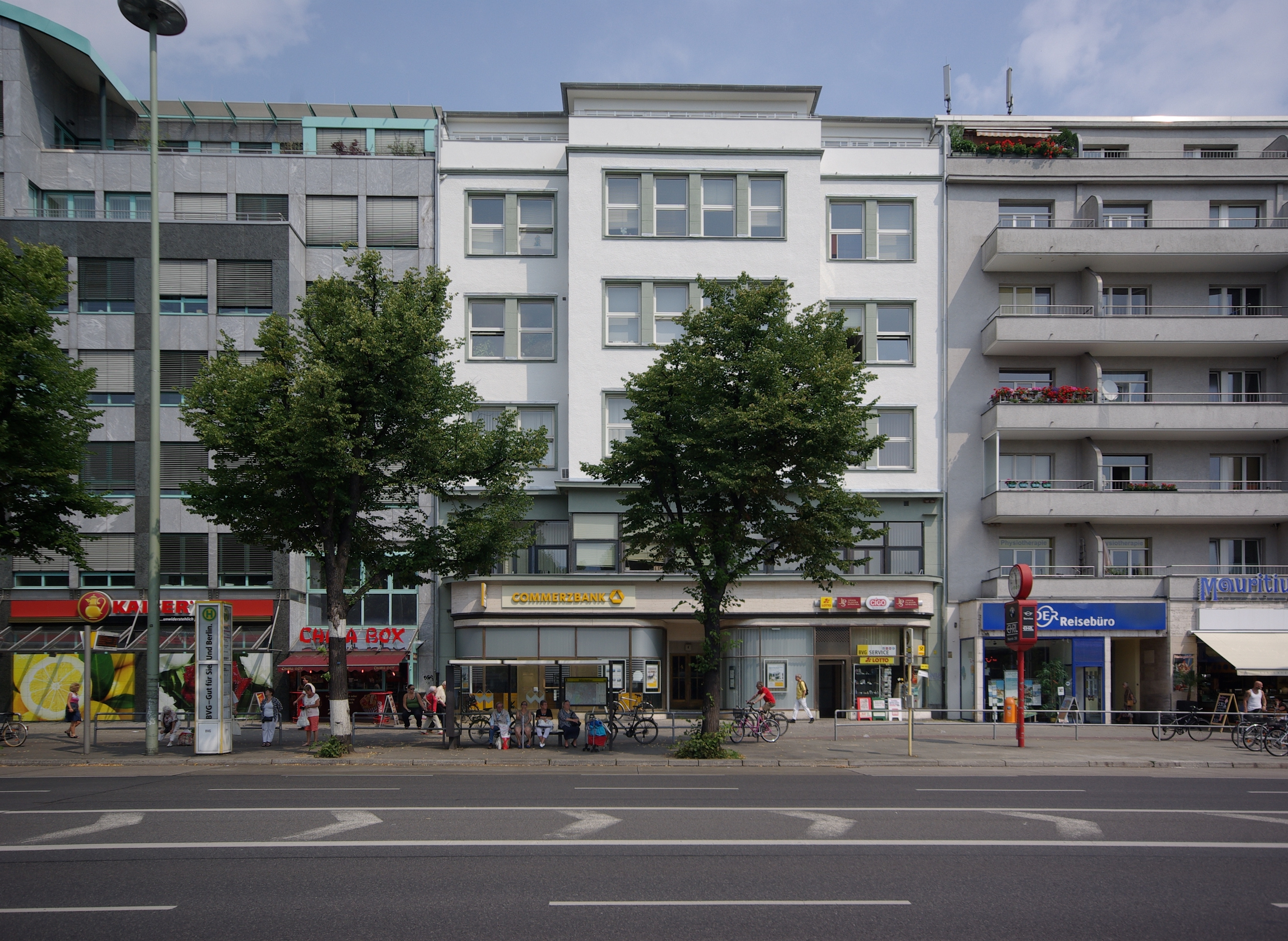
Büro- und Geschäftshaus, Westend (1927–1929)

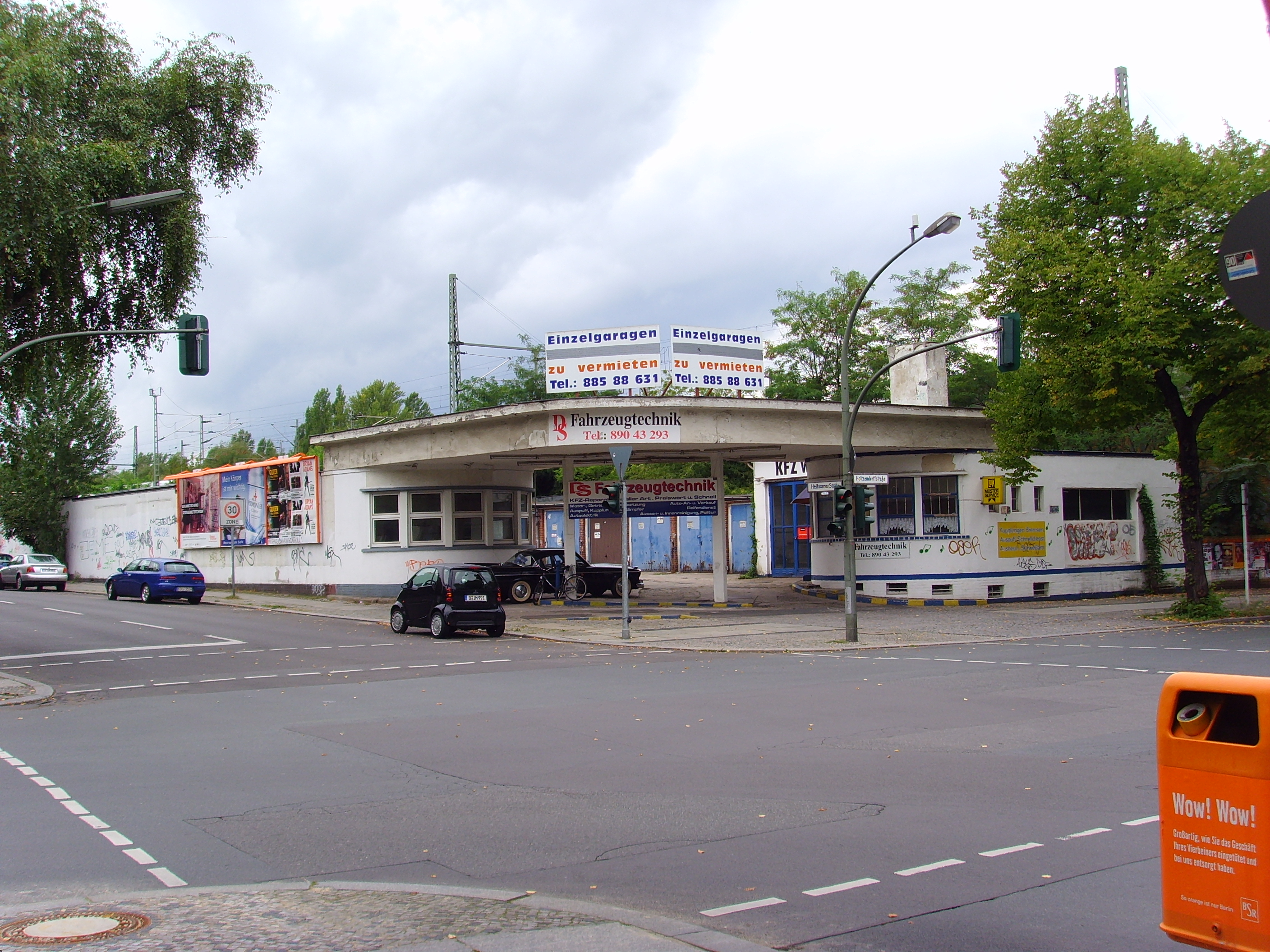
Holtzendorff-Garage (1928–1929)

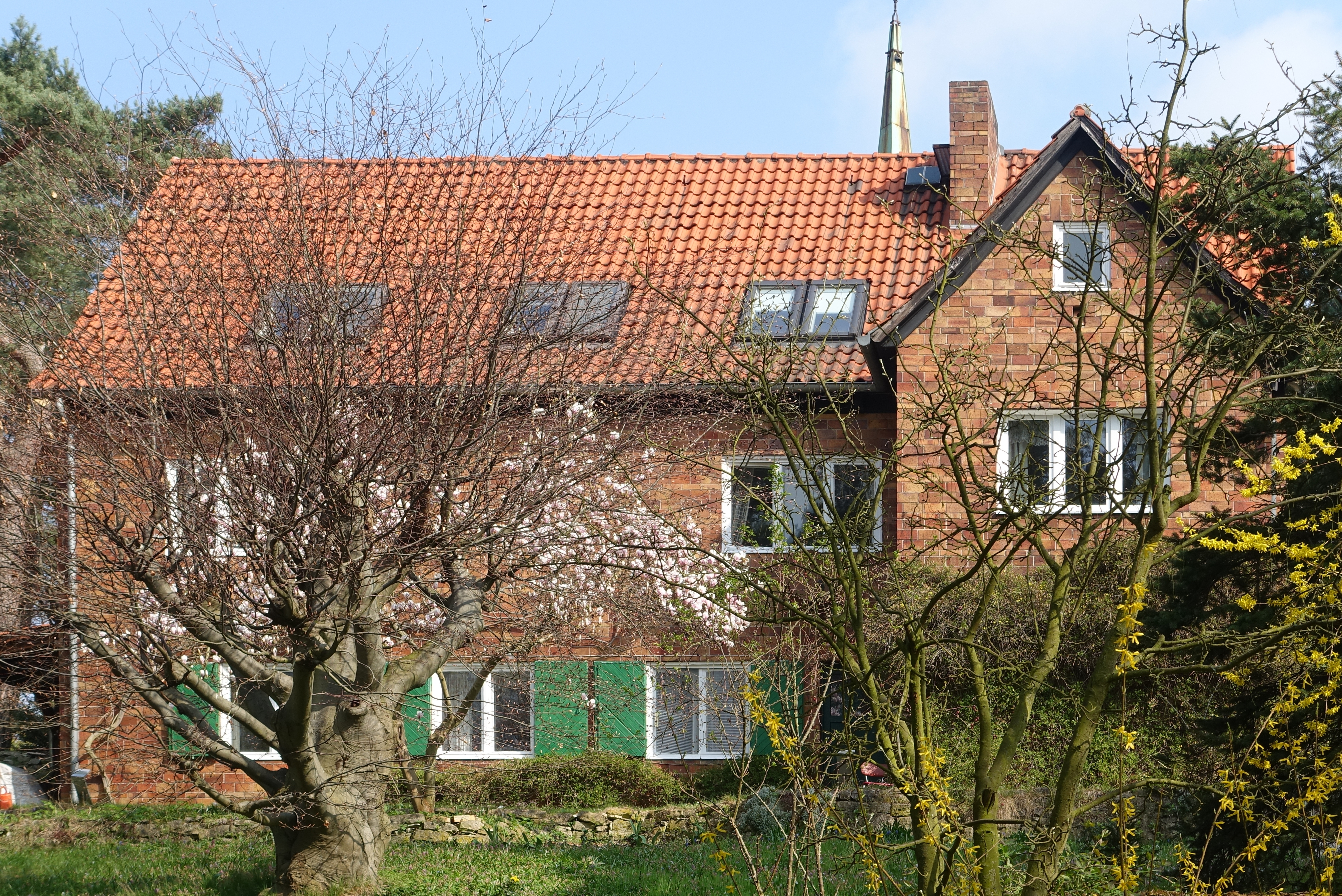
Wohnhaus Landgraf (1936)

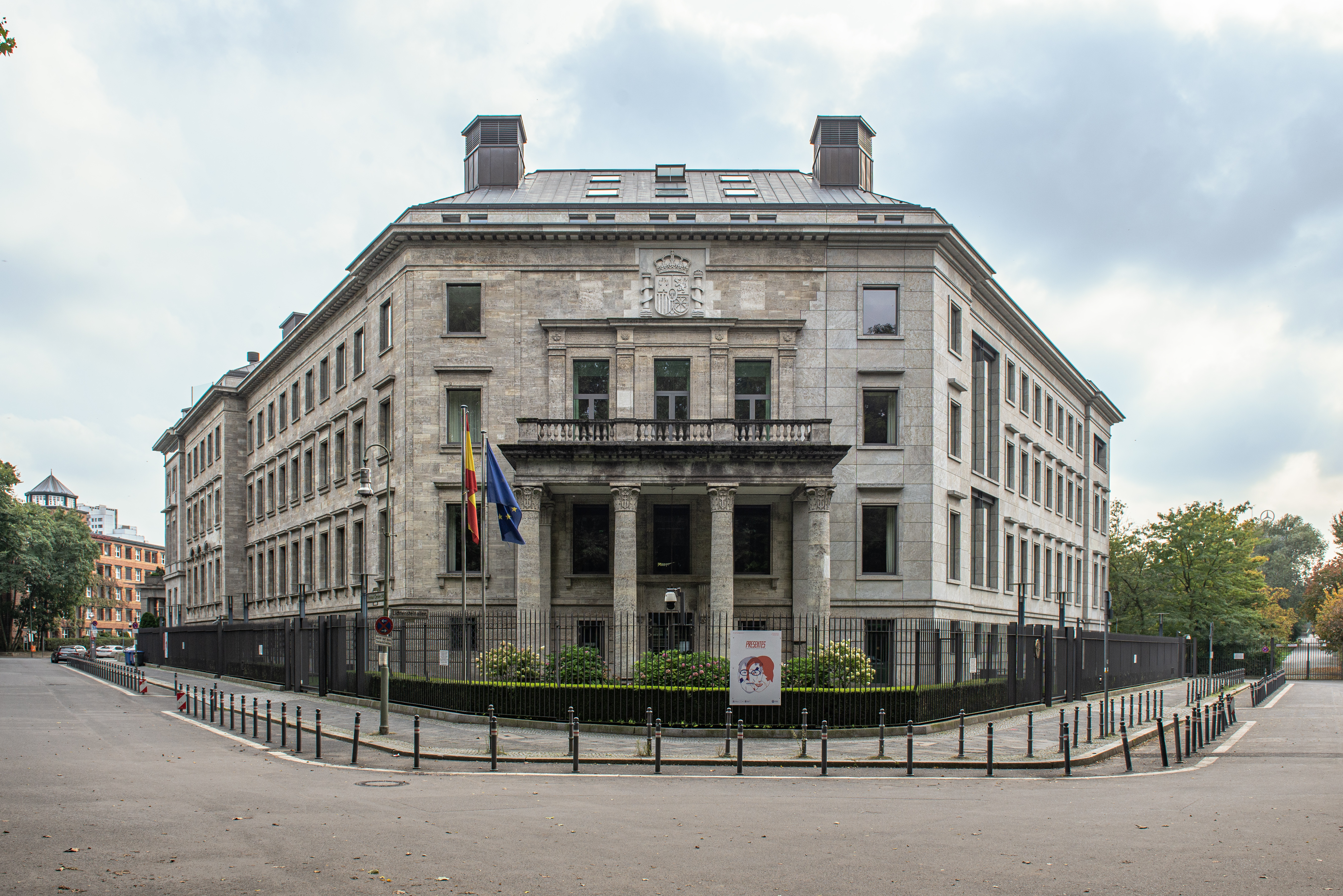
Spanische Botschaft (1938–1943)

- 1925: Wohnhaus Neumann in Berlin-Frohnau, Alemannenstraße 36[2] Lage
- 1925: „Abstimmungsdenkmal“ in Allenstein (Ostpreußen) (Olsztyn, Polen)Lage
- um 1926: Wohnhaus Dr. Weidel in Eberswalde[3]
- 1926–1927: Tannenberg-Denkmal bei Hohenstein (Ostpreußen) (Olsztynek, Polen) (1934/1935 Einbau einer Gruft für Paul von Hindenburg, im Frühjahr 1945 von der deutschen Wehrmacht zerstört)Lage
- 1926–1928: Freibad Plötzensee in Berlin-Wedding, Nordufer 26 Lage
- 1927: Wohnhaus Döring in Berlin-Frohnau, Markgrafenstraße 45[4] Lage
- 1927–1929: Büro- und Geschäftshaus in Berlin-Westend, Theodor-Heuss-Platz 4 (1958 durch Johannes Krüger[5] umgebaut)Lage
- 1928: Wohnhaus Iffland in Berlin-Frohnau, Edelhofdamm 67[6] Lage
- 1928–1929: Holtzendorff-Garage (Großgarage mit Tankstelle) in Berlin-Charlottenburg, Heilbronner Straße 12 / Holtzendorffstraße[7] Lage
- 1929–1930: Gemeindehaus der evangelischen Epiphanien-Gemeinde in Berlin-Westend, Knobelsdorffstraße 72/74[8] Lage
- 1929–1932: Wohn- und Geschäftshaus-Ensemble in Berlin-Frohnau, Zeltinger Platz 1/3 und 2/4/6 (Bauteil Zeltinger Platz 6 1939/1940 ergänzt, Gebäude Zeltinger Platz 1/3 nach Kriegsschäden 1946–1949 wiederaufgebaut)[9] Lage 09012479
- 1934: Umbau des Hauses Remstaler Straße 10 in Berlin-Frohnau Lage
- 1935: Wohnhaus Modersohn in Berlin-Frohnau, Zerndorfer Weg 26[10] Lage
- 1935: Wohnhaus in Berlin-Frohnau, Forstweg 25[11] Lage
- 1935–1936: evangelische Johanneskirche mit Pfarrhaus und Gemeindehaus in Berlin-Frohnau, Zeltinger Platz 17/18 (1966–1967 durch Walter Krüger umgebaut)[12] Lage
- 1935–1936: Einbau einer Gruft für Heinrich den Löwen im Braunschweiger Dom[13]
- 1935–1938: Luftkriegsschule in Dresden-Klotzsche (in Zusammenarbeit mit Ernst Sagebiel)[14] Lage
- um 1938: Verwaltungsbau der NSDAP - Gau Berlin VII, Straße Am Friedrichshain, Berlin-Friedrichshain[15]
- 1935–1939(?): „Löwen-Adler-Kasernen“ in Döberitz
- 1936: Wohnhaus Döring in Berlin-Frohnau, Edelhofdamm 31[16] Lage
- 1936: Wohnhaus Landgraf in Berlin-Frohnau, Im Fischgrund 39[17] Lage
- 1936–1937: Wohnhaus Richter in Berlin-Westend, Johannisburger Allee 12[18] Lage
- 1938–1943: Spanische Botschaft in Berlin-Tiergarten, Lichtensteinallee 1 (2002 restauriert, als Generalkonsulat genutzt) Lage
- bis 1952: Wiederaufbau der evangelischen St. Nicolai-Kirche in Oranienburg, Havelstraße 28 Lage
- bis 1958: Wiederaufbau der evangelischen Erlöserkirche (Berlin-Moabit), Wikingerufer 9 Lage
- 1960–1961: Umbau der evangelischen Königin-Luise-Kirche in Berlin-Waidmannslust, Bondickstraße Lage